# Nauzet Santana
Nauzet García Santana (Santa Cruz de Tenerife, 8 de abril de 1994) más conocido como Nauzet Santana, es un futbolista español que juega en la posición de guardameta y actualmente milita en las filas de la UD Tamaraceite de la Segunda División B de España.

## Trayectoria
Es un guardameta nacido en Santa Cruz de Tenerife formado en la cantera del Club Deportivo Tenerife, pasó por el juvenil (2011-2013) y CD Tenerife B en 3ª División (2013-2015), siendo el tercer portero del primer equipo de Segunda División (2012-2015).
Tras salir del CD Tenerife fue fichado por el Nàstic de Tarragona, que lo cedió al Club de Futbol Pobla de Mafumet en Segunda B (2015/2016), con el que se alinearía en 10 encuentros. En la siguiente temporada (2016/2017) militó en dos equipos, también de Segunda B, primero en el CF Fuenlabrada, disputando tres partidos, y después en el Recreativo Granada con el que no llegaría a jugar encuentro liguero alguno.
Durante la temporada 2017-18 defendió los colores del Rayo Cantabria, filial del Real Racing Club de Santander.
En julio de 2028, firmaría por el conjunto del Real Ávila CF de Tercera División para jugar durante la temporada 2018-19.
El 20 de octubre de 2018, emprende su primera aventura al extranjero para firmar con el Chennai City de la I-League por dos temporadas tras abonar la cláusula de rescisión de su contrato. En las filas del Chennai City durante la temporada 2018-19 se proclamaría campeón de la I-League junto a sus compatriotas canarios Néstor Gordillo, Roberto Eslava, Sandro Rodríguez y Pedro Manzi, equipo en el que sería titular hasta sufrir una lesión durante la temporada.
Durante la temporada 2019-20, disputa 16 encuentros de titular con 21 goles en contra en su segunda temporada en las filas del Chennai City.
En abril de 2020, el Chennai City rescinde el contrato del jugador a causa del coronavirus. En agosto de 2020 se incorporó  UD Tamaraceite de la Segunda División B de España.

## Clubes
| Club                                     | País   | Año       |
| ---------------------------------------- | ------ | --------- |
| Club Deportivo Tenerife "B"              | España | 2013-2015 |
| CD Tenerife                              | España | 2013-2016 |
| Club de Futbol Pobla de Mafumet (cedido) | España | 2015-2016 |
| Club de Fútbol Fuenlabrada               | España | 2016-2017 |
| Recreativo Granada                       | España | 2017      |
| Rayo Cantabria                           | España | 2017-2018 |
| Real Ávila CF                            | España | 2018      |
| Chennai City                             | India  | 2018-2020 |
| UD Tamaraceite                           | España | 2020      |

## Palmarés

### Campeonatos nacionales
| Título   | Club         | País  | Año  |
| -------- | ------------ | ----- | ---- |
| I-League | Chennai City | India | 2019 |